# Papier-Adreßbuch von Deutschland
Das Papier-Adreßbuch von Deutschland war ein von 1898 bis 1931 oder 1932 erschienenes Adressbuch für in Deutschland ansässige Papier-Produzenten, -Be- und -Weiterverarbeiter sowie den Papierhandel mit den „Adressen aller Firmen des Papierfaches.“
Das Periodikum erschien in dem in Berlin ansässigen Verlag der Papier-Zeitung Carl Hofmann GmbH.
Um 1930 erschien ein Sonderband in neun Teilen mit insgesamt mehreren tausend Seiten, die das Auktionshaus Galerie Bassenge beschrieb als Verzeichnis von im damaligen Deutschland ansässigen
„Buchbindern, Buchdruckern, Großhandlungen, Kartonnagefabriken, lithographischen Anstalten, Musterkartenfabriken, Papierfabriken, Papierhandlungen, Papiergroßhandlungen, Papierwarenfabriken, Pappenfabriken, Schreibwarenhandlungen, Steindruckereien, Verlagen“ und anderen Unternehmen.
Die Adressen waren „nach Staaten und Provinzen wie Anhalt, Bayern, Hessen, Mecklenburg, Preußen mit Groß Berlin, Brandenburg, Pommern, Schlesien, Westfalen, Thüringen und weiteren geordnet.“
Eine Besonderheit des um 1930 erschienenen Sonderbandes war der Druck auf unterschiedlichen Papierarten mit an den unteren Seitenrändern namentlich genannten Produzenten wie  „J. W. Zanders in Bergisch-Gladbach, Varziner Papierfabrik in Hammermühle, Krause & Baumann AG in Heidenau, Chemnitzer Papierfabrik zu Einsiedel bei Chemnitz, Robert Weber Aktiengesellschaft Wertheim bei Hameln a. W., Büttenpapierfabrik Hahnemühle GmbH oder die Firma Günther & Richter in Wernsdorf im Erzgebirge.“